# Hito Steyerl

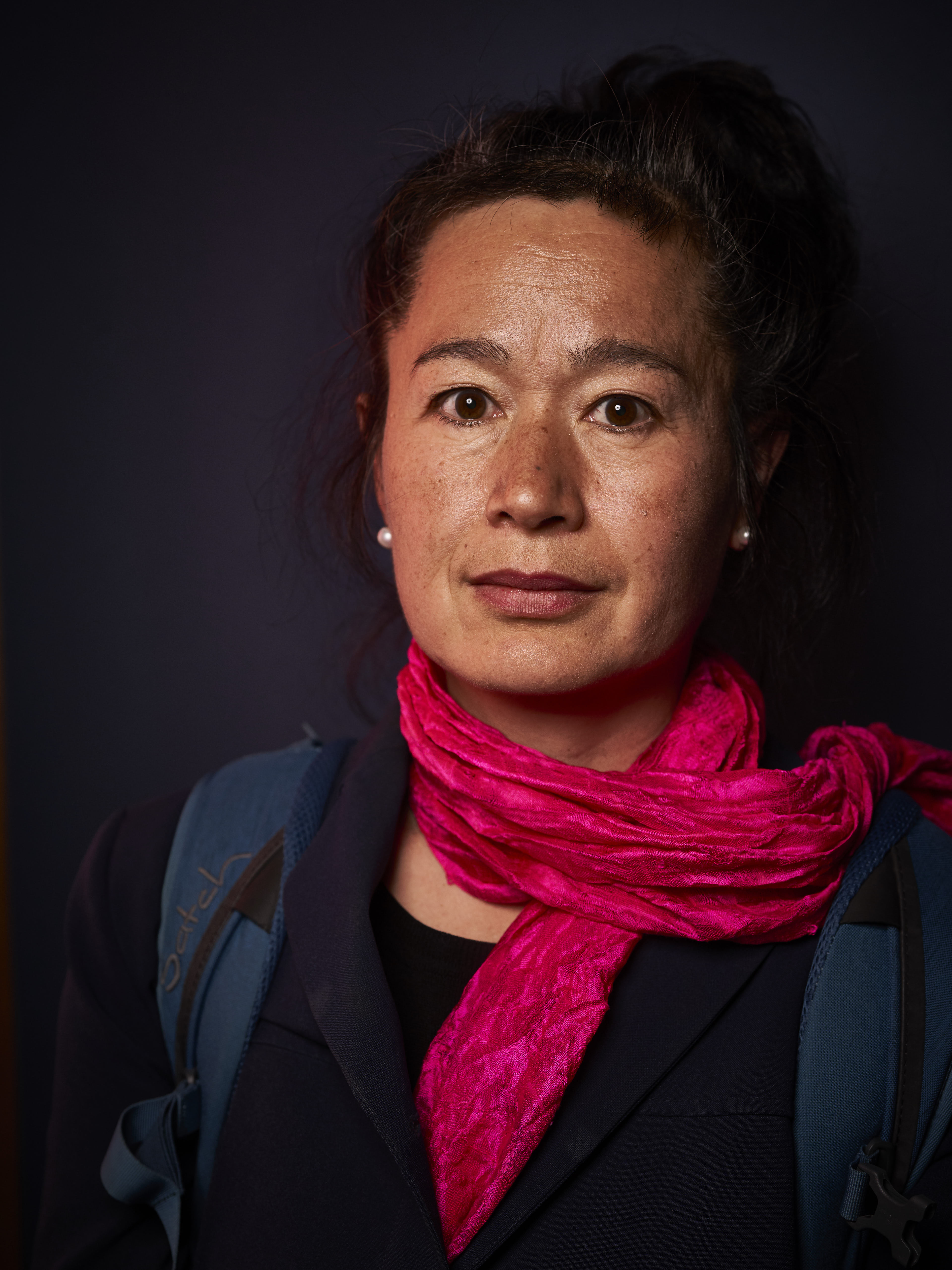
Hito Steyerl (2019)

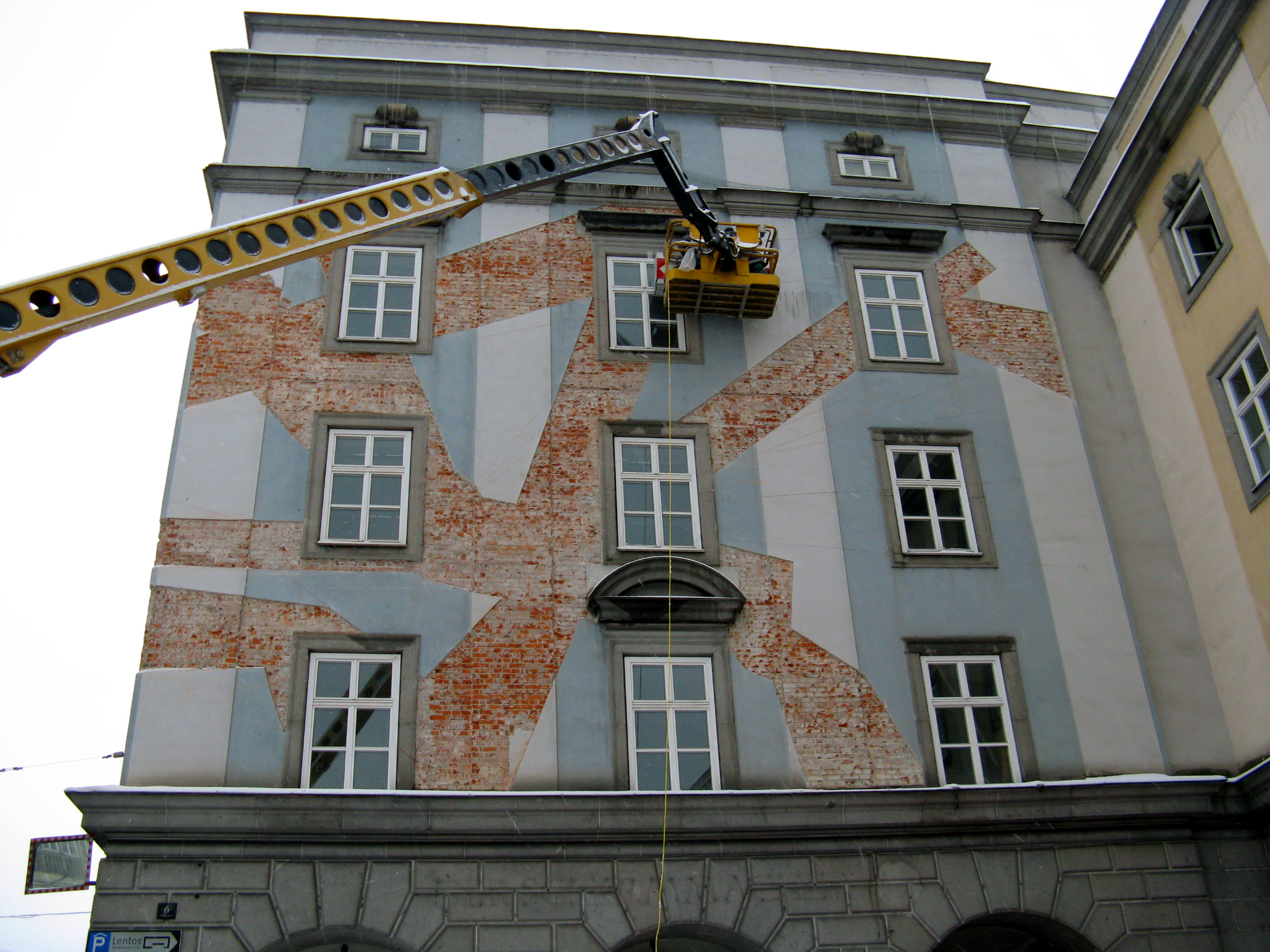
UNTER UNS Linz 09, Installation (2009)

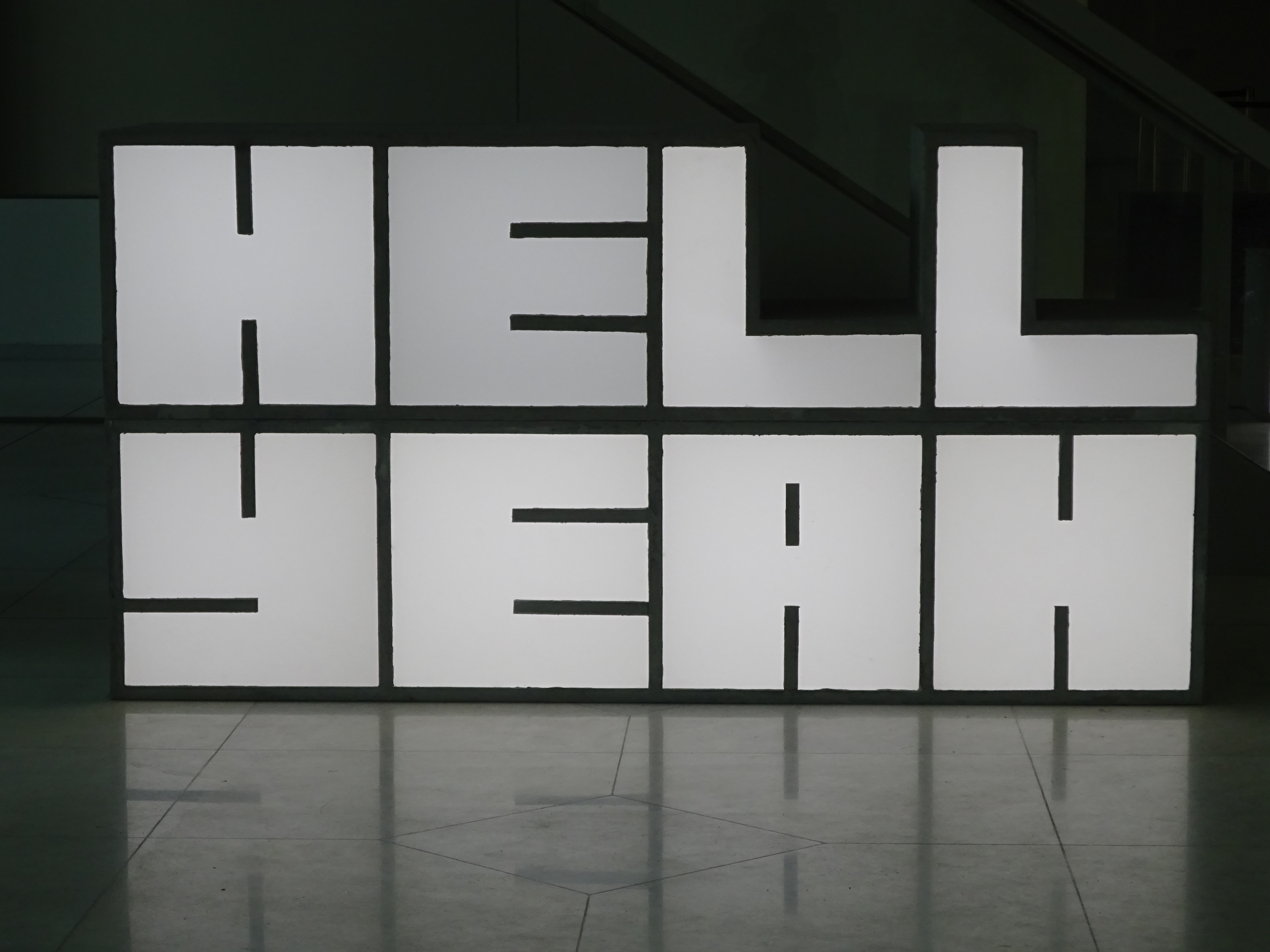
Arbeit gezeigt im Rahmen von Skulptur Projekte Münster 2017

Hito Steyerl (* 1966 in München) ist eine deutsche Filmemacherin, Künstlerin und Autorin. Sie setzt sich in essayistischen Dokumentarfilmen und Texten mit Fragen postkolonialer Kritik und feministischer Repräsentationskritik auseinander. Ihre Arbeiten bewegen sich an der Schnittstelle zwischen Film und Bildender Kunst sowie von Theorie und Praxis. Im Kunstbereich ist sie als Kommentatorin, Kritikerin und Lehrende tätig. Seit 2024 ist Steyerl als Professorin für Aktuelle Digitale Medien an der Akademie der Bildenden Künste München tätig. Ihre Filme werden weltweit bei zahlreichen Filmfestivals und Kunstausstellungen gezeigt. Weiterhin war sie Teilnehmerin der Skulptur Projekte in Münster (2017), der Biennale in Venedig (2013, 2015, 2019, 2023) sowie der documenta 12 und der documenta fifteen in Kassel. Das Kunstmagazin ArtReview führt Steyerl seit 2013 auf der jährlichen „Power100“-Liste als einflussreiche Akteurin des internationalen Kunstbetriebs. 2017 führte sie als erste Frau die Liste an. Hito Steyerl erhielt 2019 den mit 12.000 Euro dotierten Käthe-Kollwitz-Preis. 2021 lehnte sie das Bundesverdienstkreuz ab.

## Leben
Steyerl studierte von 1987 bis 1990 Kinematographie und Dokumentarfilmregie an der Academy of Visual Arts in Tokio bei Imamura Shohei und Hara Kazuo. 1990/1991 arbeitete sie im Team von Wim Wenders als Regieassistentin und technische Koordinatorin für den Film Bis ans Ende der Welt in Australien, Japan, Frankreich, USA, Italien, Portugal und Deutschland. 1992 bis 1998 studierte sie an der Hochschule für Fernsehen und Film München (HFF) Dokumentarfilmregie; 2003 promovierte sie in Philosophie an der Akademie der Bildenden Künste Wien.
Neben ihrer künstlerischen Arbeit war sie im Bereich der Lehre am Center for Cultural Studies des Goldsmiths College in London und seit 2010 als Professorin an der Universität der Künste Berlin (Lensbased class) tätig. Sie gründete in Zusammenarbeit mit Vera Tollmann und Boaz Levin das dort ansässige Research Center for Proxy Politics.
Seit 2012 ist Steyerl Mitglied der Bayerischen Akademie der Schönen Künste und seit 2021 der Akademie der Künste in Berlin.
Im Juli 2023 wurde bekannt, dass Steyerl auf eine als „Lehrstuhl für aktuelle digitale Medien“ ausgeschriebene Professur an der Akademie der Bildenden Künste München wechselt.

## Werke
Ihre ersten kurzen und mittellangen Dokumentarfilme – Deutschland und das Ich (1994), Land des Lächelns (1996) und Babenhausen (1997) – thematisierten Antisemitismus, Rassismus und Neonazismus im wiedervereinigten Deutschland. Steyerls erster langer Essayfilm Die leere Mitte von 1998 machte den Potsdamer Platz in Berlin als symbolischen Kreuzungspunkt historischer und aktueller Konflikte lesbar. Das frühere Zentrum der Hauptstadt der Weimarer Republik und des NS-Staates wurde während des Kalten Krieges zum verminten Grenzterritorium. Steyerls Film verfolgt, wie verschiedene Akteure – Besetzer, frühere Anwohner, transnationale Firmen – nach dem Fall der Berliner Mauer 1989 um die Deutungsmacht über den wieder ins Zentrum gerückten Ort konkurrierten. Die leere Mitte macht den Prozess urbaner Restrukturierung im Zeichen der ökonomisch-politischen „Wiedervereinigung“ Deutschlands und globaler Machtverschiebungen an einem konkreten Ort sichtbar. Dort, wo letztlich die Firmenleitung von Mercedes-Benz symbolisch dominiert, verzeichnet der Film Geschichten, auf deren Ausschluss die dominante Repräsentation aufgebaut wurde – etwa die von deutschen Juden und Immigranten. Montage von Footage-Sequenzen, langsame Überblendungen, halbdokumentarische Inszenierungen und ein reflexiver Kommentar bildeten das Instrumentarium von Steyerls filmischer Archäologie.
2021 zeigte das Centre Pompidou in Zusammenarbeit mit der Kunstsammlung Nordrhein-Westfalen (K21) die bislang größte retrospektive Ausstellung zum Werk von Steyerl, angefangen bei den frühen Dokumentarfilmen aus den 1990er Jahren bis hin zu den jüngsten Multimedia-Installationen. Im ersten Ausstellungsraum steht die Multimedia-Installation von 2016, Hell Yeah We Fuck Die, die mit den fünf am häufigsten verwendeten Wörtern in englischsprachigen Songs spielt und damit die dahinterstehenden Ängste einer unsicher gewordenen Gesellschaft nach außen wendet. Steyerls neuestes Werk SocialSim (2020) führt eine aktuelle Auseinandersetzung zu künstlicher Intelligenz, Algorithmen und Computersimulationen.

### Normalität 1–10
Der Episodenfilm Normalität 1–10 entstand zwischen 1999 und 2001 und stellt eine Chronologie meist antisemitischer Gewalttaten im Nachwendedeutschland (und Österreich) dar. „Dabei bezieht Steyerl politisch eindeutig Position: Es gilt, die stille Akzeptanz zu durchbrechen, den opportunen rassistischen Konsens. Normalität zeigt aber auch, wie MigrantInnen – die es nicht zuletzt aufgrund von Europas Engagement im globalen Kapitalismus hierher verschlägt – selbst ihre Rechte einfordern und uns erinnern: ‚Your silence is encouraging fascism, telling the fascists that it’s okay what they are doing’.“ (Thomas Korschil) Die Kompilation wurde 2005 überarbeitet.

### November
November (2004) ist eine essayistische Betrachtung über „reisende Bilder“ (Steyerl):

„In den achtziger Jahren drehte Hito Steyerl auf Super-8-Material einen feministischen Martial-Arts-Film. Ihre beste Freundin Andrea Wolf spielte darin die Hauptrolle einer kämpferischen Frau in Lederkluft und mit Motorrad. Das Engagement, das damals in der Formensprache des Exploitationfilms zum Ausdruck kam, wurde bei Andrea Wolf später ganz zur politischen Praxis: Sie ging als Kämpferin auf Seiten der PKK in die kurdischen Gebiete zwischen der Türkei und Nordirak, wo sie 1998 getötet wurde. In kurdischen Kreisen wird sie als ‚unsterbliche Revolutionärin’ verehrt, ihr Bild wird auf Demonstrationen mitgetragen. Steyerl untersucht in ‚November’ die Wechselbeziehungen zwischen territorialer Machtpolitik (wie sie die Türkei mit Unterstützung aus Deutschland in Kurdistan betreibt) und individuellen Formen des Widerstands. Die Erinnerung an die Freundin und die Zeugnisse ihres Lebens provozieren die Filmemacherin zu einer grundsätzlichen Reflexion: Sie begreift, wie im globalen Diskurs die faktischen und fiktionalen Zusammenhänge ineinander übergehen. Das Bild der Freundin als revolutionäres Pin-Up ist anschlussfähig an asiatisches Genrekino und private Videodokumente gleichermaßen. Wenn der ‚Oktober’ die revolutionäre Stunde ist, dann ist der ‚November’ die Ernüchterung danach, aber auch die Zeit des Wahns – aus dieser Position denkt Hito Steyerl über eine Beziehung nach, an deren Anfang eine Pose stand, deren Implikationen Andrea Wolf so ernst nahm, dass sie sich mit symbolischer Praxis nicht mehr begnügen wollte. Andrea Wolf wählte das Andere des Filmemachens, und wurde erst recht zu einer ‚Ikone’.“

Der Film wurde auf der Manifesta 5 in San Sebastian uraufgeführt und erlangte schnell Kultstatus.

### Journal No. 1
Im kurzen Essayfilm Journal No. 1 – An Artist's Impression geht es um eine grundsätzliche Reflexion des Status des historischen Dokuments, sowie um die Rolle des Zeugen in der Geschichtsschreibung. Das Motto dieses Films lautet: „Ein Zeuge ist kein Zeuge“, ein alter römischer Rechtsgrundsatz, der dem Zeugen erst Glauben schenkt, wenn sich ein zweites übereinstimmendes Zeugnis findet. Dieses Motto wird im Laufe des Films einer experimentellen Prüfung unterzogen:

„Zwei Jahre nach dem Zweiten Weltkrieg wurde in Sarajewo das ‚Film-Journal No. 1’ veröffentlicht, vier Jahre nach dem Ende des kommunistischen Blocks ging diese Wochenschau, die nur auf Nitrofilm überliefert wurde, in den Wirren des Jugoslawienkriegs verloren. Hito Steyerl versucht in ‚Journal No. 1 – An artist’s impression’, herauszufinden, was auf diesem Filmdokument aus dem Sutjeska-Studio von Sarajewo zu sehen war. Sie lässt dazu Augenzeuginnen und Augenzeugen sprechen, und den Künstler Arman Kulasic nach ihren Angaben mehrere Zeichnungen anfertigen, die wie Storyboards zu einem verlorenen Film wirken. In der Parallelprojektion von ‚Journal No. 1 – An artist’s impression’ wird das Unerreichbare eines historischen Nullpunkts der nationalen Identität konkret: Was in der Rückschau als Moment des Aufbruchs erscheint (die Wochenschau handelte von einer Alphabetisierungskampagne, die muslimischen Frauen nahmen selbstbewusst ihren Kopftücher ab, das kommunistische Jugoslawien unter Tito feiert in seinen frühen Filmen ein Modernisierung durch Bildung), bleibt unter dem Vorbehalt der subjektiven Erinnerung. Stattdessen gewinnt der Zeichner, der doch eigentlich nur als ‚Medium’ für die Stimmen aus dem Off dienen sollten, selbst eine Stimme: Er war auch von den ethnischen Säuberungen im Jugoslawienkrieg betroffen. Spielfilmbilder des Sutjeska-Studios (den antifaschistischen ‚Walter rettet Sarajewo’ oder ‚Erinnerst Du Dich an Dolly Bell?’ von Emir Kusturica) setzt Hito Steyerl dort ein, wo das dokumentarische Bild fehlt, ohne jemals auf eine komplette Rekonstruktion zu zielen: Das multiethnische Jugoslawien bleibt historisch wie filmhistorisch ein Fragment, ein Land zwischen den Bildern.“

Der Film wurde auf der documenta 12 uraufgeführt und lief seither auf etlichen Filmfestivals und in verschiedenen Ausstellungen in Toronto, Linz, Amsterdam, Marseille und anderen Orten sowie 2011 Im IG-Hochhaus des Campus Westend der Goethe-Universität in Frankfurt am Main.

### Lovely Andrea
Die Videoinstallation Lovely Andrea schilderte die Suche der Künstlerin nach 1987 in Tokyo tatsächlich aufgenommenen Bondagefotos, die sie selbst als Bottom bei Nawa Shibari zeigen. Ihre Suche führt sie unter anderem durch die Bondageszene und Sexarchive der Stadt. Steyerl hatte als 19-Jährige während ihrer Studienzeit in Japan als Bondagemodell gejobbt und äußerte in Interviews, sie sei später in Zusammenhang mit Bildern aus Guantánamo und Abu Ghraib zum Nachdenken über die damit einhergehende Pornografisierung der Politik gekommen. Aus ihrer Sicht hat man es „… hier mit einer Art von politischem Bondage von ungeahnten Ausmaßen zu tun.“ Einige Rezensionen vertraten die Auffassung, dass es sich nicht um ein Bondagevideo, sondern um eine Reflexion über die Sexindustrie und die Kolonialisierung der Sinne handelt.
Einige Wochen vor Eröffnung der documenta 12 sorgte der Teaser des Videos für Aufsehen, da er unter der URL der Kunstausstellung anstatt der documenta-Website als YouTube-Fenster eingestellt worden war. In Teilen der deutschen Presse warf dies die Frage auf, ob die Webseite gehackt worden sei oder ob es sich um eine Public-Relations-Maßnahme handele. Der Film wurde später im Museum Fridericianum projiziert.

### Red Alert
Bei der documenta 12 im Jahr 2007 war Steyerl auch mit der Installation Red Alert im Aue-Pavillon vertreten. Red Alert zeigte scheinbar drei orange-rote Bilder, die tatsächlich an der Wand hängende Bildschirme waren, die ausschließlich die reine Farbe ausstrahlten. Es handelte sich dabei um die Farbe, die vom Ministerium für Innere Sicherheit der Vereinigten Staaten verwendet wird, um die höchste Terror-Warnstufe anzuzeigen. Formal griff die Arbeit eine Monochromserie Aleksander Rodtschenkos aus dem Jahr 1921 wieder auf. Rodtschenko hatte damals erklärt, am Ende der Malerei angelangt zu sein. Red Alert verhandelt laut Steyerl eine ähnliche Grenze des Mediums Video. Nach Presseberichten ist diese Arbeit eines der fünf Werke, die repräsentativ für die d12 dauerhaft in Kassel verbleiben.

## Kritik an derdocumenta fifteen
Am 8. Juli 2022 forderte sie die Leitung der documenta fifteen auf, ihre Werke (die Videoarbeit Animal Spirits und die Installation Cave) abzubauen. Ihren Rückzug von der wegen antisemitischer Inhalte in der Kritik stehenden Kunstschau begründete sie mit dem Unvermögen der Organisatoren und deren wiederholter „Weigerung, eine nachhaltige und strukturell verankerte inklusive Debatte rund um die Ausstellung zu ermöglichen, sowie auf die faktische Weigerung, Vermittlung zu akzeptieren.“ Ferner kritisierte sie den anhaltenden Mangel an organisatorischer Verantwortlichkeit hinsichtlich „antisemitischer Inhalte, die auf der documenta fifteen an ihrem zentralen Ort gezeigt wurden“.

## Ablehnung des Bundesverdienstkreuzes
Hito Steyerl sollte Anfang Oktober 2021 nach dem Motto „Kultur ist Lebenselixier für alle“ mit dem Bundesverdienstkreuz ausgezeichnet werden, welches Steyerl allerdings ablehnte. In einem öffentlichen Brief an den Bundespräsidenten Frank-Walter Steinmeier kritisierte sie die Corona-Politik der Bundesregierung im Bereich Bildung und Kultur. In ihrem Brief machte Steyerl Vorschläge, um Kultur und Bildung zu verbessern. Hito Steyerl betonte in ihrem Brief, dass sie erst bereit sei die Auszeichnung anzunehmen, wenn ihre vorgeschlagenen Maßnahmen umgesetzt würden.

## Filmografie (Auswahl)
- 1994: Deutschland und das Ich
- 1996: Land des Lächelns
- 1997: Babenhausen
- 1998: Die leere Mitte[21]
- 1999: Normalität 1-10
- 2004: November
- 2007: Lovely Andrea
- 2007: Journal No 1
- 2009: After the Crash
- 2010: In Free Fall
- 2012: Abstract
- 2012: Adorno’s Grey
- 2012: Guards
- 2013: How not to be seen: a fucking didactic .MOV file
- 2014: Liquidity Inc.
- 2015: Factory of the Sun
- 2015: The Tower

## Ausstellungen (Auswahl)
- 2009: Hito Steyerl, Neuer Berliner Kunstverein, Berlin
- 2010: Hito Steyerl, Chisenhale Gallery, London
- 2012: Hito Steyerl, Art Institute of Chicago, Chicago
- 2014: Hito Steyerl, Van Abbemuseum, Amsterdam
- 2014: Hito Steyerl,[22] Institute of Contemporary Arts, London
- 2015: Hito Steyerl, Artists Space, New York
- 2015: Hito Steyerl: Duty-Free Art, Museo Nacional Centro de Arte Reina Sofía, Madrid
- 2016: Hito Steyerl: Factory of the Sun, Museum of Contemporary Art, Los Angeles
- 2016: Hito Steyerl: Factory of the Sun, Hartware MedienKunstVerein im Dortmunder U (Ebene 6, Galerie), Dortmund
- 2019: Hito Steyerl: This Is the Future, Art Gallery of Ontario, Toronto
- 2019: Hito Steyerl, Neuer Berliner Kunstverein, Berlin
- 2020: Hito Steyerl. I Will Survive, K21, Düsseldorf
- 2021: Hito Steyerl. I Will Survive, Centre Pompidou, Paris
- 2022: Hito Steyerl. I Will Survive, Stedelijk Museum, Amsterdam
- 2022: Hito Steyerl. Animal Spirits. Kunsthaus Graz
- 2023: Hito Steyerl. Contemporary Cave Art,[23] Esther Schipper Galerie, Berlin
- 2024: Hito Steyerl: This Is the Future,[24] Albertinum Dresden
- 2024: Hito Steyerl. Leak. Das Ende der Pipeline,[25] Museum der Bildenden Künste Leipzig
- 2024: Hito Steyerl: Hell Yeah We Fuck Die,[26] Kunsthalle Mannheim, Kubus 2